# اشکوری (دیر)
اشکوری، روستایی است از توابع بخش بردخون در شهرستان دیر استان بوشهر ایران.

## جمعیت
این روستا در دهستان بردخون قرار دارد و بر اساس آمار رسمی سرشماری سال ۱۳۹۵ جمعیت آن کمتر از سه خانوار یا بدون سکنه می‌باشد.